# Garifuna sinuata
Garifuna sinuata är en tvåvingeart som beskrevs av Wayne N. Mathis 1997. Garifuna sinuata ingår i släktet Garifuna och familjen vattenflugor. Inga underarter finns listade i Catalogue of Life.